# Jaune le soleil
Pour plus de détails, voir Fiche technique et Distribution.
Jaune le soleil est un film français de Marguerite Duras sorti en 1972, adapté de son roman Abahn Sabana David publié en 1970.

## Synopsis
La relation entre un juif, un ouvrier chargé de le surveiller au nom de son parti et une femme.

## Fiche technique
- Titre : Jaune le soleil
- Réalisation : Marguerite Duras
- Scénario : Marguerite Duras
- Photographie : Ricardo Aronovitch
- Montage : Suzanne Baron
- Production : Marguerite Duras - Albina Productions
- Producteur : Eric Le Bourgeois
- Pays :  France
- Genre : drame
- Format : noir et blanc - 16 mm
- Durée : 95 min
- Date de sortie : 2 février 1972

## Distribution
- Catherine Sellers : Sabana
- Sami Frey : Un juif
- Dionys Mascolo : Un juif
- Michael Lonsdale : Un juif
- Gérard Desarthe  : David
- Diourka Medveczky   : Le juif